# Метте Якобсен
Метте Якобсен (дан. Mette Jacobsen, 24 березня 1973) — данська плавчиня.
Учасниця Олімпійських Ігор 1988, 1992, 1996, 2000, 2004 років.
Призерка Чемпіонату світу з водних видів спорту 1991 року.
Чемпіонка світу з плавання на короткій воді 1995, 1999, 2000 років.
Чемпіонка Європи з водних видів спорту 1991, 1995, 1997, 1999 років, призерка 1989, 2000, 2004 років.
Чемпіонка Європи з плавання на короткій воді 1999 року, призерка 1998, 2000, 2001, 2002, 2003, 2004, 2005 років.